# Valerie Steele
Pour les articles homonymes, voir Steele.
Valerie Steele, conservatrice du musée de la Mode du Fashion Institute of Technology à New York depuis 2003, est l'auteur de plusieurs ouvrages sur l'histoire de la mode et du costume, dont The Corset: A Cultural History (Yale University Press, 2001). Certains de ses ouvrages sont traduits dans plusieurs langues.

## Biographie
Elle est née en 1955. Elle a étudié à l'université Yale d'où elle obtient le titre de « docteur ». Elle est régulièrement commissaire d'expositions, dirige également la revue Fashion Theory. The Journal of Dress, Body and Culture (en) et donne des conférences. Elle est mariée à John S. Major, historien sur la Chine ancienne.
En 2022, elle est la première historienne de la mode à se voir décerner la médaille d'honneur du National Arts Club.

## Publications
- (en) Valerie Steel et al., Dance and Fashion, New Haven/New York, Yale University Press, décembre 2014, 368 p. (ISBN 978-0-300-20885-6)
- (mul) Valerie Steel et Suzy Menkes (trad. de l'anglais), Fashion Designer A-Z, Köln/Paris, Taschen, 2013, 654 p. (ISBN 978-3-8365-4302-6, présentation en ligne)
- Valerie Steele, Colleen Hill, Shoe Obsession, avril 2013, 284 p.  (ISBN 9780300190793)
- Gothic: Dark Glamour, Yale University Press, 2008,  (ISBN 978-0300136944) .
- Encyclopedia of clothing and fashion (éditeur en chef), Charles Scribner's Sons, 2005,  (ISBN 0684314517).
- Fashion, Italian style, Yale University Press, 2003,  (ISBN 0300100140)
- The Fan: Fashion and Femininity Unfolded, Rizzoli International Publications, 2002,  (ISBN 0847824462).
- The Red Dress, Rizzoli International Publications, 2001,  (ISBN 084782392X).
- The Corset: a cultural history, Yale University Press, 2001,  (ISBN 0300090714).
- Shoes: a lexicon of style, Rizzoli International Publications , 1999,  (ISBN 0847821668).
- China chic : East meets West (avec John S. Major), Yale University Press , 1999,  (ISBN 0300079303).
- Bags: a lexicon of style (avec Laird Borrelli), Scriptum Publishers, 1999,  (ISBN 1902686047).
- (en) Valérie Steele, Paris Fashion : A Cultural History, Oxford, Berg, décembre 1998, 327 p. (ISBN 1-85973-973-3)
- Fifty years of fashion: new look to now, Yale University Press, 1997,  (ISBN 0300071329)[7].
- Valerie Steele (trad. de l'anglais), Fétiche : Mode, sexe et pouvoir [« Fetish, Fashion, Sex and Power »], Paris, Abbeville, mai 1997, 2e éd. (1re éd. 1996 Oxford University Press, New York), 205 p. (ISBN 2-87946-125-1)
- Women of fashion: twentieth-century designers, Rizzoli International Publications, 1991,  (ISBN 0847813940).
- Men and women: dressing the part (editor, with Claudia Brush Kidwell), Smithsonian, 1989,  (ISBN 0874745594).
- Fashion and eroticism: ideals of feminine beauty from the Victorian era to the Jazz Age, Oxford University Press, 1985,  (ISBN 0195035305).

### Préface
- Marnie Fogg (trad. de l'anglais par Denis-Armand Canal et Marie Ladame-Buschini, préf. Valerie Steele), Tout sur la mode : Panorama des chefs-d’œuvre et des techniques, Paris, Flammarion, coll. « Histoire de l'art », octobre 2013, 576 p. (ISBN 978-2-08-130907-4)